# Adam Roarke
Adam Roarke, właściwie Richard Jordan Gerler (ur. 8 sierpnia 1937 w Brooklynie, zm. 27 kwietnia 1996 w Euless) – amerykański aktor i reżyser filmowy i telewizyjny.

## Życiorys

### Wczesne lata
Urodził się w Brooklynie, gdzie był w młodości był członkiem gangu ulicznego. Jego ojciec Frederick Bernard Gerler (1901–1986) był komikiem wodewilu, a jego matka May Lottie Schmitz Gerler (1902-1985) była chórzystką i statystką. Miał dwie siostry - Jackie Spurlock i Glorię Koch oraz brata Dona.

### Kariera
Pieszczotliwie nazywany przez przyjaciół 'Richie', rozpoczął karierę aktorską pod pseudonimem Jordan Grant. Jednak, kiedy w 1957 roku podpisał kontrakt z Universal Studios Entertainment, powiedziano mu, że musi zmienić nazwisko, gdyż studio mu już jednego pana Granta - Cary’ego Granta. Pod koniec lat 50. i na początku lat 60. pojawił się w kilku serialach telewizyjnych, w tym Mod Squad, The Man From U.N.C.L.E. i Star Trek w roli urzędnika komunikacji Garrisona.
Spędził większość swojej kariery filmowej w czarnej skórzanej kurtce, z groźnie wyglądającą brodą i na motocyklu, np. w filmie Aniołowie piekieł (Hell's Angels on Wheels, 1967) z Jackiem Nicholsonem. Wystąpił w ponad 30. filmach i wziął udział w kilkudziesięciu programach telewizyjnych. Pojawił się także w westernie Johna Wayne’a El Dorado (1967), melodramacie kryminalnym Brudna Mary, świrus Larry (1974) z Peterem Fondą i dreszczowcu Kaskader z przypadku (1980) z Peterem O’Toole.
W 1982 założył szkołę aktorską Film Actors Lab w Dallas.

### Życie prywatne
21 grudnia 1989 poślubił Carlę DeLane Roarke, z którą miał syna Jordana. Zmarł 27 kwietnia 1996 w swoim domu w Euless w wieku 58 lat. Przyczyną śmierci był atak serca.

## Wybrana filmografia

### Filmy fabularne
- 1964: Fluffy jako Bob Brighton
- 1966: Women of the Prehistoric Planet jako Harris
- 1966: Cyborg 2087 jako zastępca szeryfa Dan
- 1967: Aniołowie piekieł (Hell's Angels on Wheels) jako Buddy
- 1967: El Dorado jako Matt MacDonald
- 1968: The Savage Seven jako Kisum
- 1968: Dzieci miłości (Psych-Out) jako Ben
- 1969: Hell's Belles jako Tampa
- 1970: Kula dla ładnego chłopca (A Bullet for Pretty Boy) jako 'Kaznodzieja'
- 1970: Prom (The Losers) jako Duke
- 1972: Żaby (Frogs) jako Clint Crockett
- 1972: Graj jak z nut (Play It As It Lays) jako Carter Lang
- 1973: This Is a Hijack jako Mike Christie
- 1973: Slaughter's Big Rip-Off jako Harry
- 1974: Brudna Mary, świrus Larry (Dirty Mary Crazy Larry) jako Deke
- 1975: How Come Nobody's on Our Side? jako Person
- 1975: Cztery diabły (The Four Deuces) jako Russ Timmons - reporter
- 1976: The Keegans (TV) jako Larry Keegan
- 1977: Hughes and Harlow: Angels in Hell jako Howard Hawks
- 1978: Powrót z Góry Czarownic (Return from Witch Mountain) jako strażnik muzeum
- 1980: Kaskader z przypadku (The Stunt Man) jako Raymond Bailey
- 1982: And They Are Off jako Dale Campbell
- 1982: Plażowe dziewczyny (The Beach Girls) jako Carl Purdue
- 1986: Kroki w ciemności (Trespasses) jako Drifters
- 1988: Slipping Into Darkness jako szeryf
- 1994: Indiańska krew' (Sioux City) jako Douglas Goldman
- 1994: Niebezpieczny dotyk (Dangerous Touch) jako Robert Turner

### Seriale TV
- 1963: The Virginian jako Jimmy Raker
- 1963: Kraft Suspense Theatre jako Paul Durbin
- 1964: Arrest and Trial jako sierżant Kelliher
- 1964: Spotkanie z Alfredem Hitchcockiem jako Ed Walsh
- 1965: 12 O'Clock High jako kpt. Davis
- 1966: The Road West jako Hanson
- 1968: The Mod Squad jako Rick Potter
- 1973: Medical Center jako Michael
- 1977: The Six Million Dollar Man jako Nash
- 1977: Delvecchio jako Harry
- 1979: The Hardy Boys/Nancy Drew Mysteries
- 1979: Salvage 1 jako Spiro
- 1982: Strike Force jako Doukas
- 1986: Star Trek jako C.P.O. Garrison